# Semiothisa albisparsa
Semiothisa albisparsa là một loài bướm đêm trong họ Geometridae.